# Crudia sparei
Crudia sparei är en ärtväxtart som beskrevs av Timothy Charles Whitmore. Crudia sparei ingår i släktet Crudia, och familjen ärtväxter. Inga underarter finns listade i Catalogue of Life.